# Продолжительность жизни растений и животных
Продолжительность жизни растений и животных — длительность существования особи (её онтогенеза), или клона, зависит от целого ряда фенотипических и генотипических причин и характеризует взаимодействие разрушающих и восстанавливающих процессов в организме, являющихся причинами его старения и смерти. Продолжительность жизни оценивается при помощи следующих понятий:
- Продолжительность жизни абсолютная — временно́й интервал от момента начала существования данного организма до момента прекращения его существования[1].
- Продолжительность жизни средняя — средний возраст, достигаемый особями данной популяции, показатель, заметно колеблющийся в разные моменты существования популяции в зависимости от внешних условий[1].

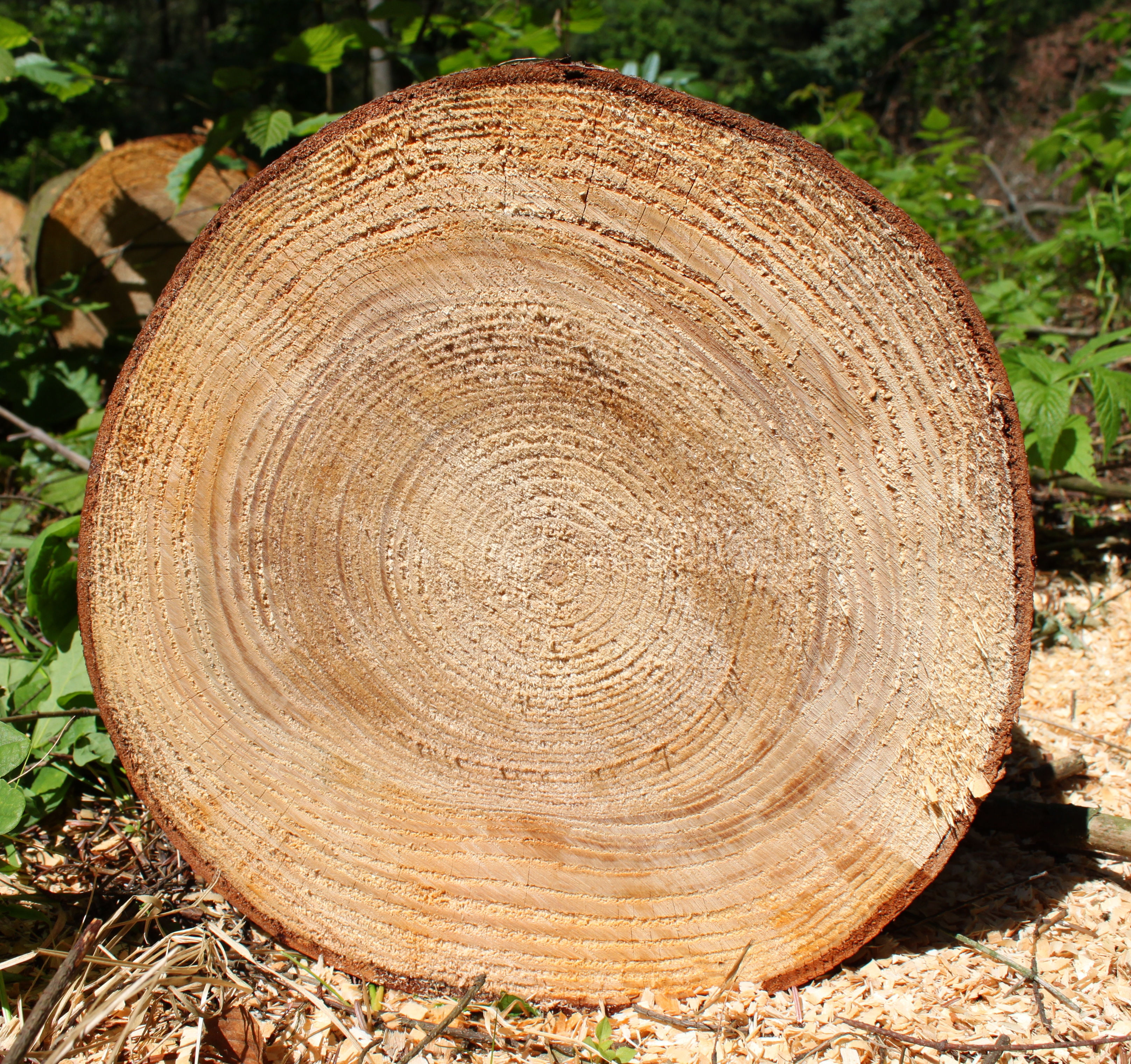
Спил древесины Пихта великая|пихты великой (Abies grandis) с годичными кольцами

- Продолжительность жизни видовая[1] (физиологическая[2]) — средний максимальный возраст особей данного вида при наиболее благоприятных условиях существования, ограниченный только наследственностью[1][2].
- Продолжительность жизни экологическая — средний предельный возраст особей вида в естественных условиях их обитания, зависит от многих внешних причин, и, как правило, в несколько раз меньше видовой[1][2].
- Продолжительность жизни ожидаемая — средний возраст, который предстоит достигнуть представителю данного поколения, если считать, что смертность представителей этого поколения сохранится в течение жизни[1].

Продолжительность жизни средняя — величина переменная, в отличие от физиологической и экологической, которые в реальных условиях трудно разграничить. Поэтому понятие «максимальная продолжительность жизни», как правило, используют без уточнения того, в искусственных или естественных условиях её наблюдают. Значение продолжительности жизни состоит в том, что чем длиннее период воспроизведения потомства, тем больше возможностей его оставить.

## Методы определения продолжительности жизни

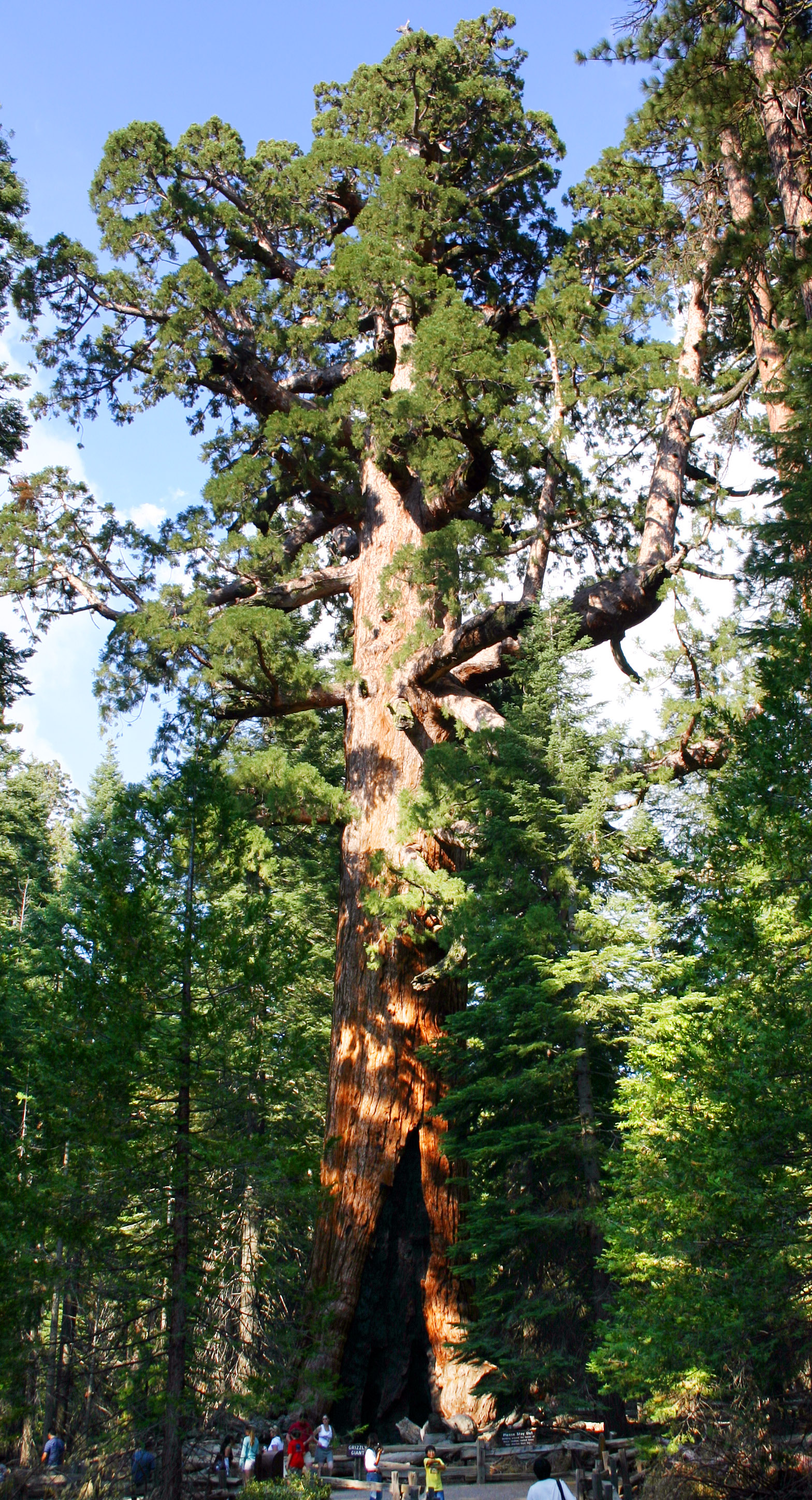
Секвойядендрон гигантский (Sequoiadendron giganteum) «Grizzly giant» в Йосемитском национальном парке (США)

В некоторых случаях наиболее точные результаты даёт подсчёт годичных колец, например, у древесных растений и отдельных животных, иногда даже ископаемых.
У растений иногда сравнивают толщину или объём ствола с ежегодным приростом, при этом учитывается число мутовок, цвет и строение коры, облик растения, у животных — внешний облик, степень стирания зубов или зарастания костных швов на черепе.
У наземных животных изучаются костные остатки, зубы, у рыб — размеры тела, чешуи и срез плавникового луча. Продолжительность жизни моллюсков возможно оценить по ростовым кольцам раковин, но только приближённо, так как в неблагоприятных условиях рост и образование годичных колец приостанавливаются.
Если есть возможность, пользуются прямой регистрацией: мечением, кольцеванием и т. п.

## Продолжительность жизни растений

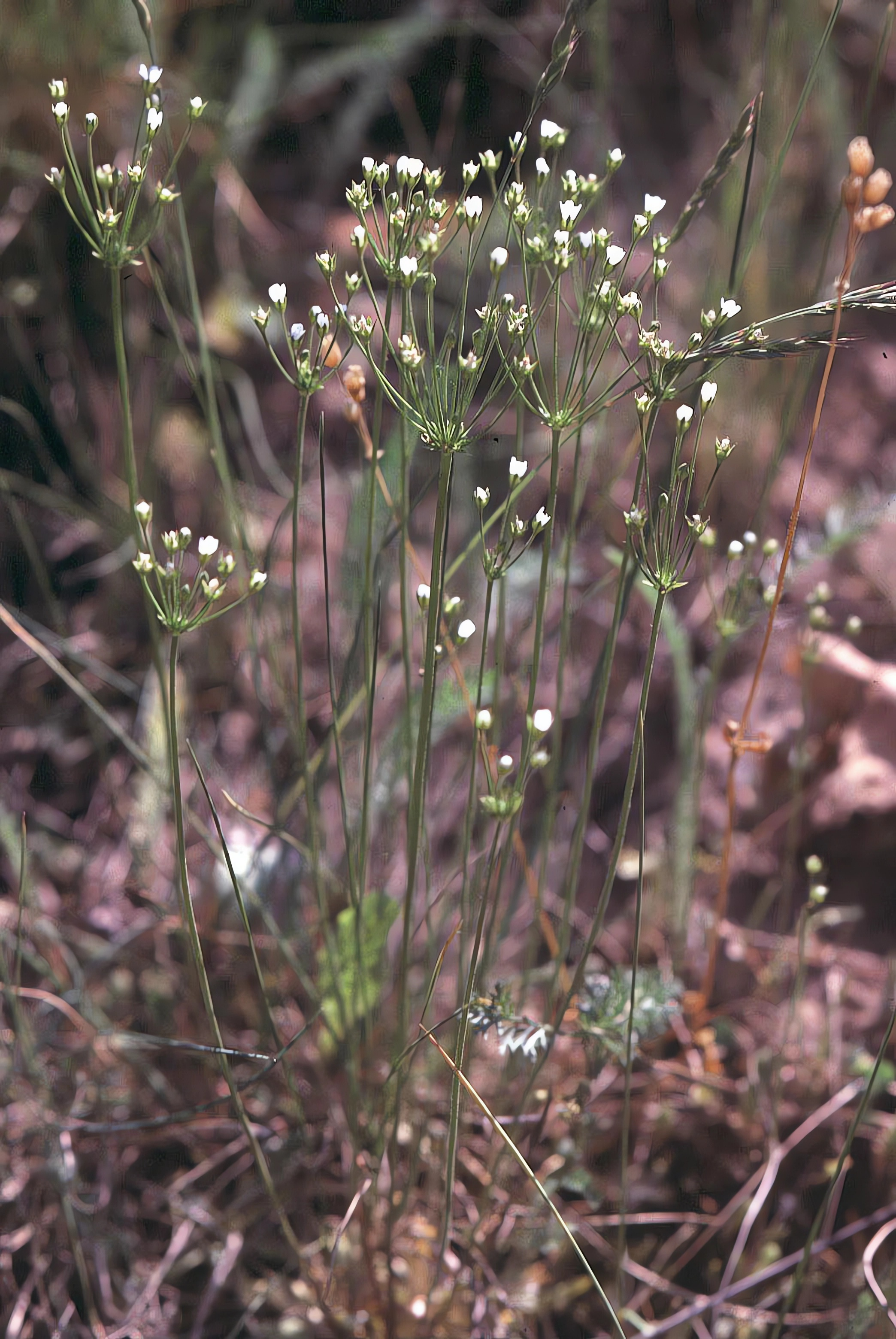
Проломник северный (Androsace septentrionalis) — эфемер северных лесов

Высшие растения классифицируются на однолетние, двулетние и многолетние, хотя даже представители одного вида, в зависимости от местообитания могут иметь разную продолжительность жизни. Например, клещевина (Ricinus communis) в умеренном поясе является однолетним, а в тропиках — многолетним растением; мятлик (Роа annua) — однолетний на равнинах, многолетний в горах. Эфемеры обладают самой короткой жизнью.
Растения являются наиболее долгоживущими организмами, особенно деревья. Среди них не менее 3000 лет могут прожить секвойи, отдельные виды кипарисов и тисов, некоторые инкрустируемые карбонатом кальция мхи; не менее 2000 лет могут прожить дубы, грецкие орехи и каштаны; 700—1000 лет — сибирский кедр, липа, ель. Продолжительность жизни большинства растений как правило не больше 70—120 лет, в том числе у деревьев, грибов (трутовики), водорослей (ламинарии), споровые (в том числе папоротникообразные).
Хотя продолжительность жизни отдельного представителя растительных клонов не велика, продолжительность жизни их последовательности выше, чем у особи, выращенной из семян (например, для чёрного тополя и некоторых сортов тюльпана вегетативное размножение наблюдалось в течение периода более 300 лет).
Особым случаем является сохранение жизненных функций у спор и семян. Известны случаи, когда семена лотоса, пробывшие в торфе 2000 лет, и семена арктического люпина, пробывшие в вечной мерзлоте около 10 000 лет, сохранили способность прорастать.
| Организм                                             | Продолжительность жизни (оценка) |
| ---------------------------------------------------- | -------------------------------- |
| Ларрея трёхзубчатая (Larrea tridentata)*             | 11 000                           |
| Секвойядендрон гигантский (Sequoiadendron giganteum) | 4000                             |
| Дуб черешчатый (Quercus robur)                       | 2000                             |
| Лиственница европейская (Larix decidua)              | 700                              |
| Черемша (Allium ursinum)                             | 8—10                             |
| Молочная вика (Astragalus utahensis)                 | 3                                |

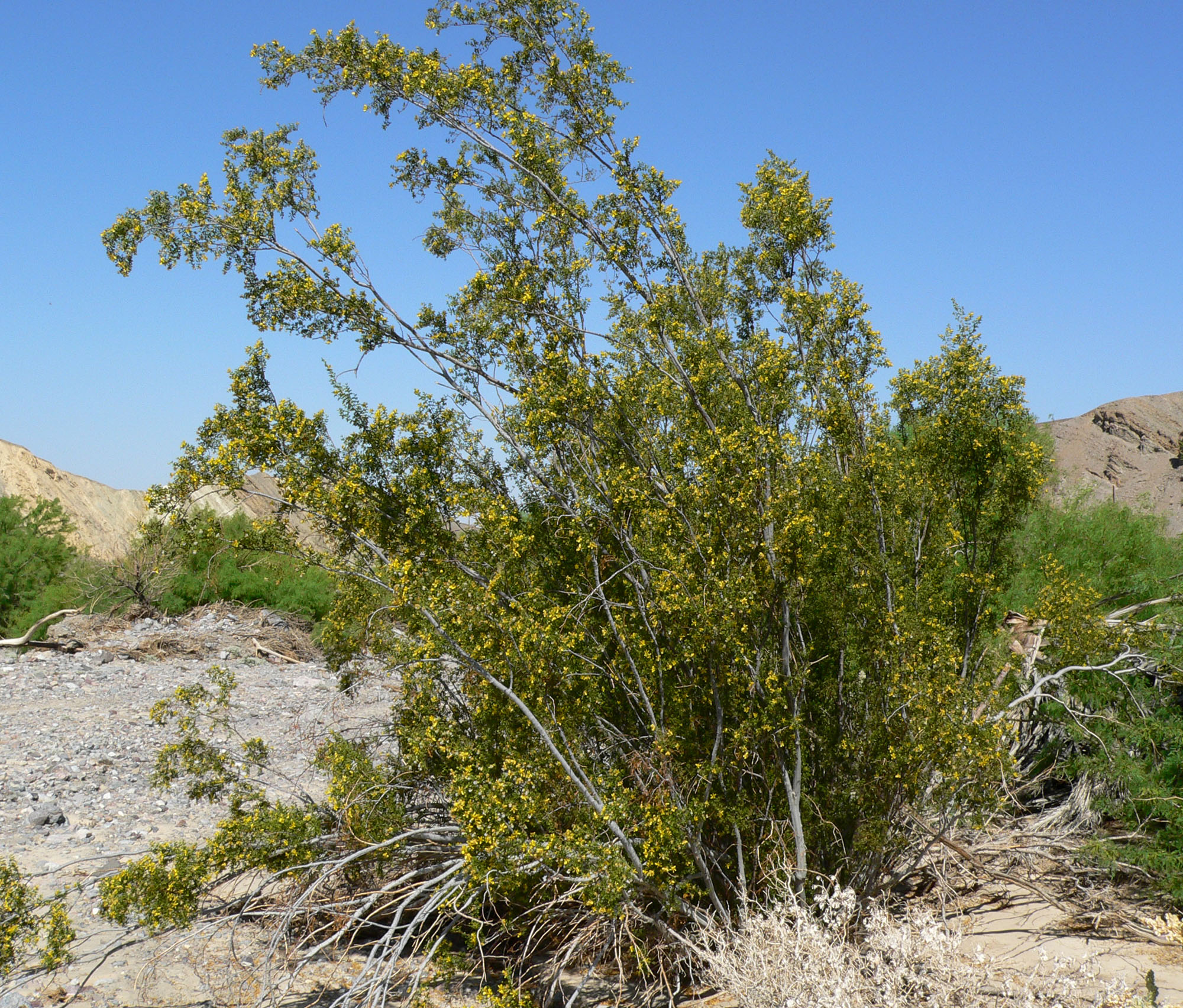
Ларрея трёхзубчатая (Larrea tridentata)

Примечание: * В этом случае возможны проблемы с идентификацией того же «индивидуума», так как имеется в виду возраст плантации клонов.

## Продолжительность жизни животных

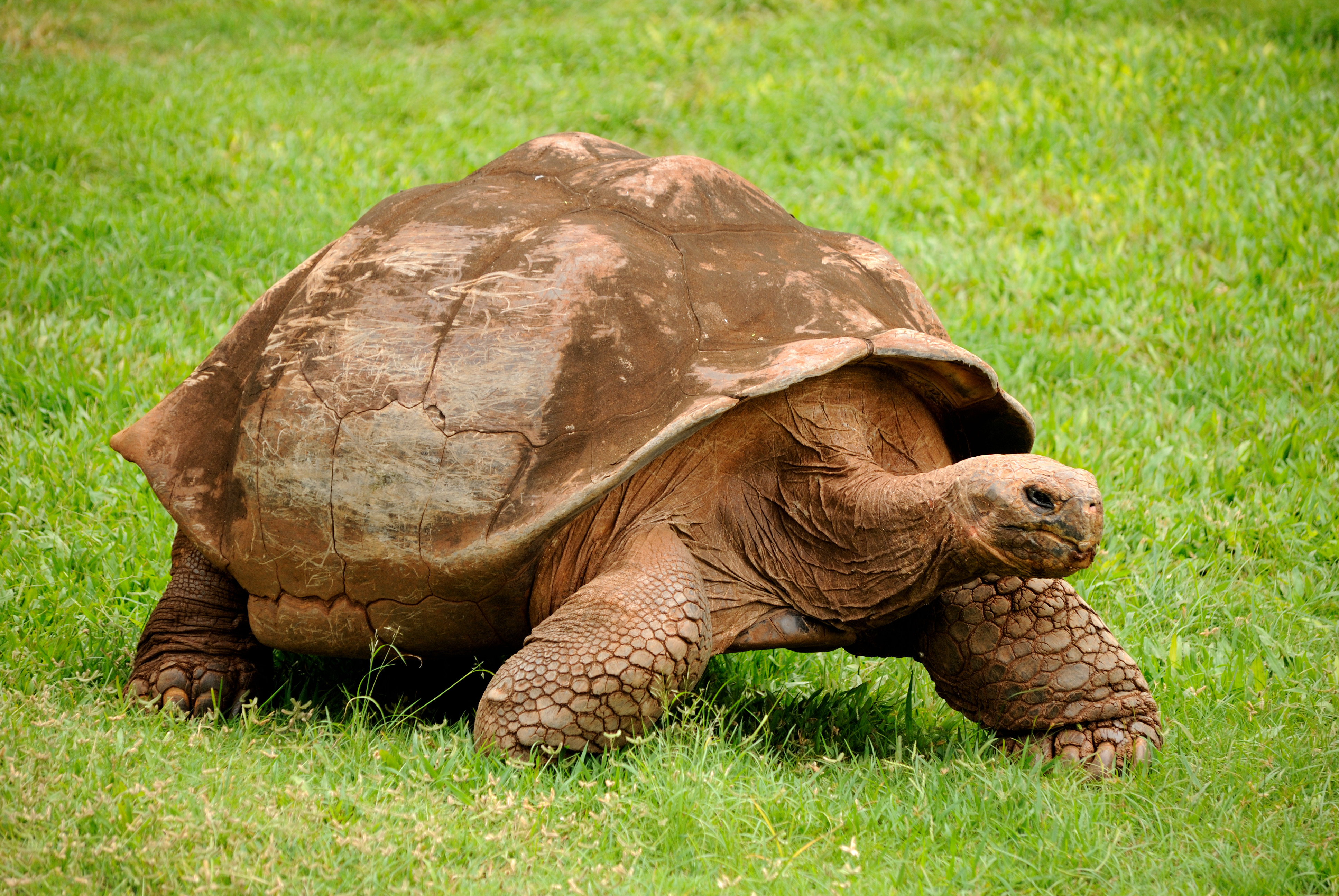
Слоновая (галапагосская) черепаха (Chelonoidis elephantopus)

Продолжительность жизни животных зависит от многих индивидуальных и групповых свойств организмов, а также от внешних факторов.
Зависимость продолжительности жизни животных от её экологических условий тем больше, чем примитивнее организм. Например, губки могут прожить до 10—15 лет, кишечнополостные (актинии) — до 70—80 лет, черви — от 1—3 до нескольких десятков лет. Пауки обычно живут 4—5 лет, хотя встречаются самки тарантулов возрастом до 20 лет. Если сосущие инфузории рода Tokophrya питаются обильно, то они живут несколько дней, при нехватке питания — несколько месяцев; в роде Paramaecium продолжительность жизни варьируется от менее 2 месяцев до 10 лет. Обычно максимальная продолжительность жизни одноклеточного — порядка 1 года. Продолжительность жизни у клеток многоклеточного организма значительно выше, чем у одноклеточных.
Продолжительность жизни многоклеточных животных в целом пропорциональна периоду роста индивидуума, который составляет примерно 20 %, хотя представители некоторых видов например, моллюсков, рыб, растут всю жизнь.
В целом продолжительность жизни животных тем больше, чем больше масса тела или некоторых органов (мозг, надпочечники, печень).
Приближённую зависимость продолжительности жизни (x) (в годах) от массы тела (y) и мозга (z) (в граммах) можно записать в виде:
lg х =0,6 lg z — 0,23 lg у + 0,99.
Например, мелкие ракообразные (дафнии) живут несколько недель, крупные (омары) до 50 лет;
Мелкие рыбы (анчоусы, бычки и другие), доживают, как правило до 1,5—2 лет, крупные (осётр, щука) — свыше 80 лет; гигантская саламандра в отличие от мелких земноводных доживает до 60—70 лет; возраст крупных черепах может превышать 150 лет.
Способы увеличения продолжительности жизни могут быть пассивными, например, развитие защитных приспособлений, в том числе раковины моллюсков или панцирь черепах; или активными, например, повышенная подвижность, усиление центральных интегрирующих механизмов и скорости обмена веществ у теплокровных.
Среди животных с пассивными механизмами долголетия более подвижные представители живут значительно меньше менее подвижных, например, ящерицы и змеи живут много меньше черепах, а головоногие моллюски в 10—20 раз меньше (3—4 года), чем двустворчатые.
В то же время у животных с активными механизмами увеличения продолжительности жизни более подвижные живут дольше, например, у кролика жизнь вдвое короче, чем у зайца.

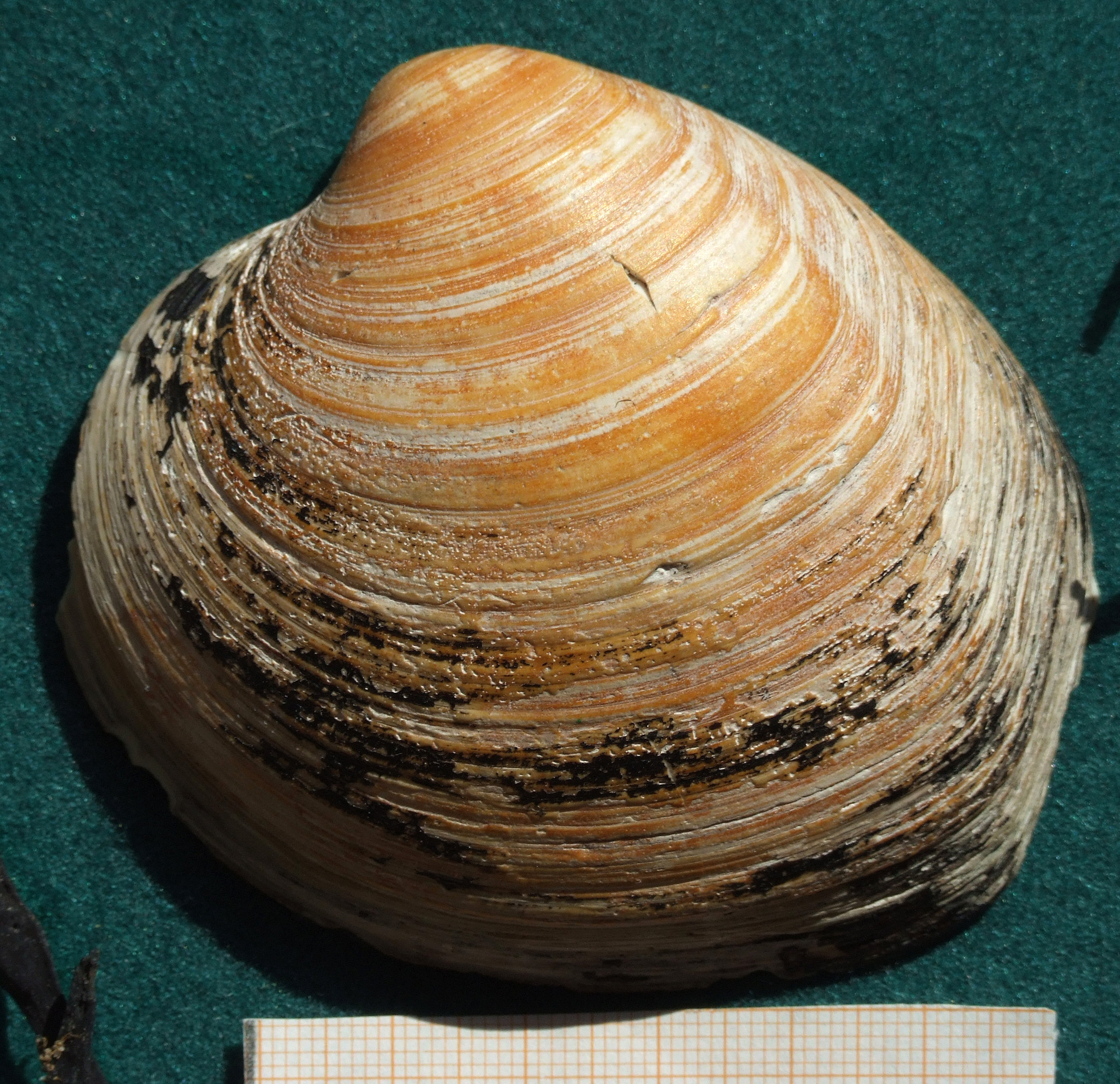
Моллюск Arctica islandica

| Организм                                  | Максимальная ПЖ (лет) |               |
| Млекопитающие                             | Млекопитающие         | Млекопитающие |
| ----------------------------------------- | --------------------- | ------------- |
| Гренландский кит (Balaena mysticetus)     | 210                   |               |
| Человек (Homo sapiens)                    | 122 б                 |               |
| Слон (Elephas maximus)                    | 69-86                 |               |
| Шимпанзе (Pan troglodytes)                | 37-75                 |               |
| Собака (Canis familiaris)                 | 31                    |               |
| Корова/домашний бык (Bos taurus)          | 30                    |               |
| Большая панда (Ailuropoda melanoleuca)    | 38                    |               |
| Кошка (Felis catus)                       | 38                    |               |
| Дикий кабан (Sus scrofa)                  | 27                    |               |
| Домашняя коза (Capra hircus)              | 18-20                 |               |
| Белка (Sciurus vulgaris)                  | 15-16                 |               |
| Домовая мышь (Mus musculus)               | 4                     |               |
| Птицы                                     |                       |               |
| Гриф-индейка (Cathartes aura)             | 118                   |               |
| Лебедь-шипун (Cygnus olor)                | 70                    |               |
| Суринамский амазон (Amazona ochrocephala) | 56                    |               |
| Сизый голубь (Columba livia)              | 35                    |               |
| Воробей (Passer domesticus)               | 23                    |               |
| Деревенская ласточка (Hirundo rustica)    | 9                     |               |
| Колибри (Colibri spp.)                    | 8                     |               |
| Голубая комароловка (Polioptila caerulea) | 4                     |               |

| Организм                                               | Максимальная ПЖ (лет)        |                              |
| Пресмыкающиеся и земноводные                           | Пресмыкающиеся и земноводные | Пресмыкающиеся и земноводные |
| ------------------------------------------------------ | ---------------------------- | ---------------------------- |
| Галапагосская черепаха (Geochelone nigra)              | 177                          |                              |
| Нильский крокодил (Crocodylus niloticus)               | 44-68                        |                              |
| Японская гигантская саламандра (Andrias japonicus)     | 55                           |                              |
| Лягушка-бык (Lithobates catesbeianus)                  | 30                           |                              |
| Европейская чёрная саламандра (Salamandra atra)        | 17                           |                              |
| Храмовая черепаха (Hieremys annandalii)                | 9                            |                              |
| Рыбы                                                   |                              |                              |
| Гренландская полярная акула (Somniosus microcephalus)  | до 512                       |                              |
| Озёрный осётр (Acipenser fulvescens)                   | 152                          |                              |
| Сом (Silurus glanis)                                   | 60                           |                              |
| Обыкновенная гамбузия (Gambusia affinis)               | 2-3                          |                              |
| Моллюски                                               |                              |                              |
| Моллюск (Arctica islandica)                            | до 500                       |                              |
| Насекомые                                              |                              |                              |
| Периодическая цикада (несколько видов рода Magicicada) | 17                           |                              |
| Плодовая муха (Drosophila melanogaster)                | 30 дней                      |                              |
| Подёнки (имаго) (Ephemeroptera)                        | 1-3 дня с                    |                              |
| Другие                                                 |                              |                              |
| Актиния (Actiniaria)                                   | 70                           |                              |
| Пиявка (Hirudo medicinalis)                            | 27                           |                              |
| Дождевой червь (Lumbricus terrestris)                  | 10                           |                              |
| Нематода (Caenorhabditis elegans)                      | 20 дней                      |                              |

Примечания:
а Эта таблица является сокращённым вариантом таблицы, приведённой в статье Максимальная продолжительность жизни, с целью показать приблизительный диапазон продолжительностей жизни для основных групп организмов. Ссылки на источники каждого значения приведены в полном варианте. При составлении таблицы указывались все найденные значения возраста, хотя достоверность их разная. Лучшим источником возраста для большинства организмов является AnAge Database в связи с тем, что эта база данных в большинстве случаев содержит подробные ссылки на первоисточники использованной информации и оценивает их достоверность. Подробнее см. здесь.
 б Человек способен пользоваться услугами медицины, кроме того, случаи долгой жизни человека намного лучше задокументированы. В результате продолжительность жизни человека кажется дольше, чем у аналогичных животных.